# L’Année Sociologique
L’Année Sociologique ist die Bezeichnung für eine Zeitschrift, die 1898 von Émile Durkheim gegründet und herausgegeben wurde.
Sie erschien jährlich bis 1925, zwischen 1934 und 1942 unter dem Titel Annales Sociologiques. Seit dem Ende des Zweiten Weltkriegs wird sie erneut unter ihrem alten Namen publiziert.
Die Zeitschrift bot Durkheim die Möglichkeit, seine eigenen Forschungen und die seiner Schüler und anderer Gelehrter zu veröffentlichen, die mit seinem neuen soziologischen Paradigma arbeiteten. Als Resultat wird der Begriff auch verwendet, um den kennzeichnenden Ansatz dieser Gruppe und die Arbeit zu bezeichnen, die sie in den ersten Dekaden des zwanzigsten Jahrhunderts leistete.
Mitglieder der Année Sociologique-Gruppe sind Émile Durkheim, Célestin Bouglé, Marcel Mauss, Henri Hubert, Robert Hertz, Maurice Halbwachs, François Simiand und andere.
Parallel zur Zeitschrift wurde die Reihe Travaux de l'Année sociologique gegründet, in der nahezu das gesamte Spätwerk Lucien Lévy-Bruhls erschien.